# Coppa Città di Bozzolo
La Coppa Città di Bozzolo est une course cycliste italienne disputée à Bozzolo, en Lombardie. Créée en 1954, elle est organisée par l'UC Ceresarese. 
Cette épreuve fait partie du calendrier régional de la Fédération cycliste italienne, en catégorie 1.19. Elle est ouverte aux cyclistes espoirs (moins de 23 ans) ainsi qu'aux élites. 

## Histoire
L'édition 2020 est annulée en raison du contexte sanitaire lié à la pandémie de Covid-19.

## Palmarès partiel
| Année                        | Vainqueur                    | Deuxième                     | Troisième                    |
| Gran Premio Città di Bozzolo | Gran Premio Città di Bozzolo | Gran Premio Città di Bozzolo | Gran Premio Città di Bozzolo |
| ---------------------------- | ---------------------------- | ---------------------------- | ---------------------------- |
| 1954                         | Otello Gola                  | Silvio Tei                   | Oronte Sarzi Sartori         |
| 1955-1971                    | ?                            | ?                            | ?                            |
| Coppa Città di Bozzolo       |                              |                              |                              |
| 1972                         | Orfeo Pizzoferrato           |                              |                              |
| 1973                         | Donato Masi                  |                              |                              |
| 1974                         | Orfeo Pizzoferrato           | Alessandro Bettoni           | Maurizio Carrara             |
| 1975                         | Giorgio Bommassar            | Aldo Borgato                 | Luigi Bussacchini            |
| 1976-1977                    | ?                            | ?                            | ?                            |
| 1978                         | Bruno Leali                  | Silvio Incerti               | Gualtiero Perusi             |
| 1979                         | ?                            | ?                            | ?                            |
| 1980                         | Giancarlo Ferrari            | Claudio Guarnieri            | Massimo Manzotti             |
| 1981                         | ?                            | ?                            | ?                            |
| 1982                         | Maurizio Bonizzato           | Celestino Colla              | Marco Scandiuzzi             |
| 1983                         | William Sancini              |                              |                              |
| 1984                         | Fabio Favalli                |                              |                              |
| 1985-1994                    | ?                            | ?                            | ?                            |
| 1995                         | Wilmer Baldo                 | Claudio Camin                | S. Rosi                      |
| 1996-1997                    | ?                            | ?                            | ?                            |
| 1998                         | Luigi Giambelli              |                              |                              |
| 1999-2001                    | ?                            | ?                            | ?                            |
| 2002                         | Ezio Casagrande              | Daniel Okruciński            | Luigi Giambelli              |
| 2003                         | Samuele Marzoli              | Mirco Lorenzetto             | Enrico Gasparotto            |
| 2004                         | Gianluca Geremia             | Dario Benenati               | Marco Frapporti              |
| 2005                         | Walter Proch                 | Alessandro Garziera          | Davide Ricci Bitti           |
| 2006                         | Emiliano Donadello           | Martino Marcotto             | Michele Merlo                |
| 2007                         | Martino Marcotto             | Marco Benfatto               | Matteo Busato                |
| 2008                         | Michele Merlo                | Marco Benfatto               | Matteo Pelucchi              |
| 2009                         | Andrea Guardini              | Andrea Piechele              | Andrea Pinos                 |
| 2010                         | Matteo Pelucchi              | Filippo Fortin               | Marco Benfatto               |
| 2011                         | Christian Delle Stelle       | Filippo Fortin               | Rino Gasparrini              |
| 2012                         | Liam Bertazzo                | Marco Benfatto               | Rino Gasparrini              |
| 2013                         | Paolo Simion                 | Jakub Mareczko               | Gianluca Milani              |
| 2014                         | Seid Lizde                   | Mirco Maestri                | Davide Gomirato              |
| 2015                         | Leonardo Moggio              | Gianluca Vecchio             | Andrea Cordioli              |
| 2016                         | pas de course                | pas de course                | pas de course                |
| 2017                         | Jalel Duranti                | Mattia De Mori               | Gregorio Ferri               |
| 2018                         | Leonardo Fedrigo             | Filippo Bertone              | Alberto Zanoni               |
| 2019                         | Simone Piccolo               | Pasquale Abenante            | Filippo Ferronato            |
| 2020                         | annulé                       | annulé                       | annulé                       |
| 2021                         | Manlio Moro                  | Alessio Acco                 | Andrea Gatti                 |
| 2022                         | pas organisé                 | pas organisé                 | pas organisé                 |
| 2023                         | Edoardo Zamperini            | Cristian Rocchetta           | Tommaso Nencini              |
| 2024                         | Davide Ferrari               | Alessandro Baroni            | Gabriele Bessega             |